# Piper savanense
Piper savanense är en pepparväxtart som beskrevs av C. Dc.. Piper savanense ingår i släktet Piper och familjen pepparväxter. Inga underarter finns listade i Catalogue of Life.